# Gangana
Gangana est un village du département et la commune rurale de Botou, situé dans la province de la Tapoa et la région de l’Est au Burkina Faso.

## Géographie

### Situation et environnement
Gangana est localisée à 3 km au nord-est de Botou, le chef-lieu du département et de la commune, et à 3 km au sud de la frontière entre le Burkina Faso et le Niger.

### Démographie
- En 2006, le village comptait 1 794 habitants recensés[1].

## Santé et éducation
Le centre de soins le plus proche de Gangana est le centre de santé et de promotion sociale (CSPS) de Botou.